# Žurge
Žurge este o localitate din comuna Osilnica, Slovenia, cu o populație de 7 locuitori.